# 아테토시스

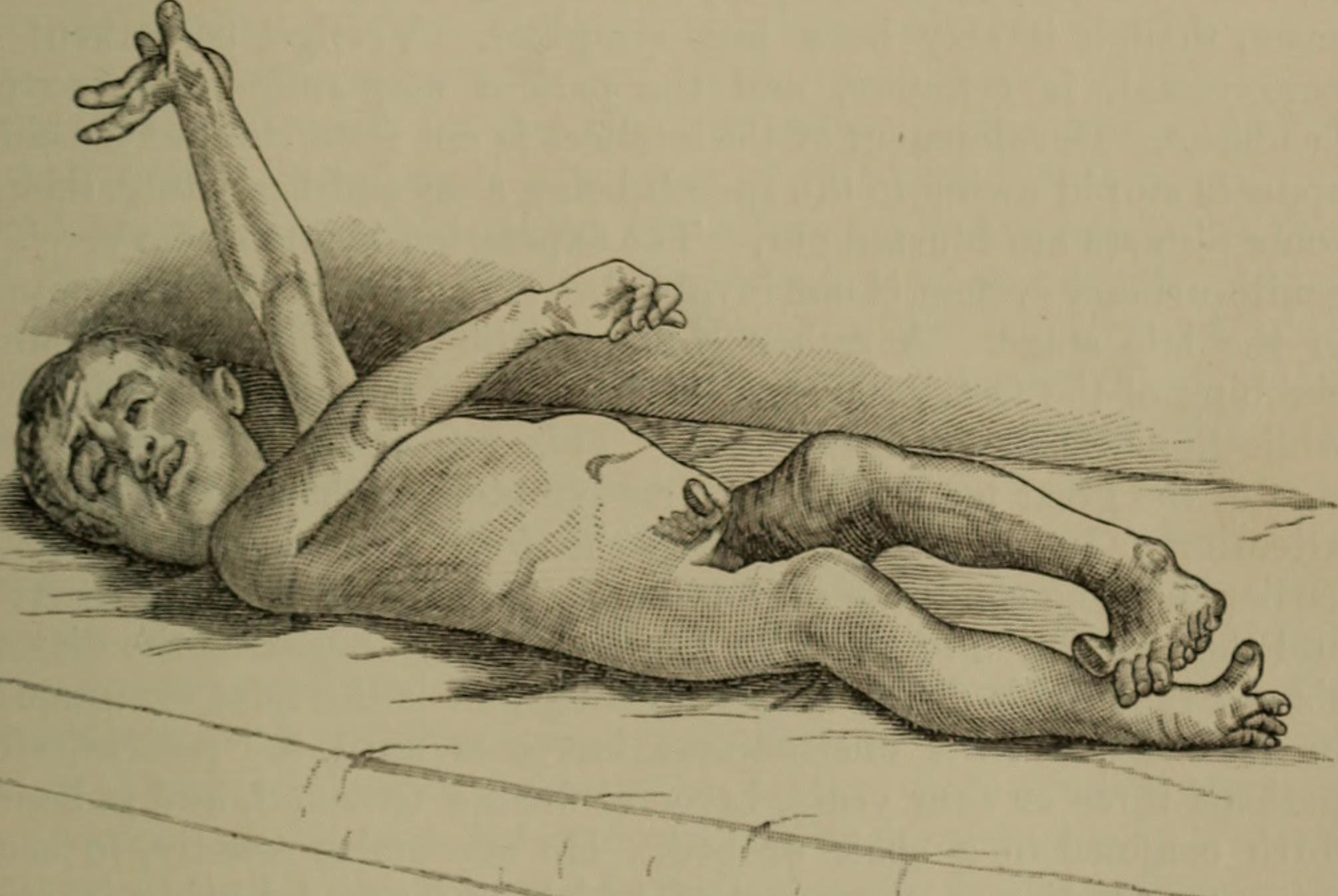

아테토시스(Athetosis)는 손가락, 손, 발가락, 발의 느리고 불수의적이며 복잡하고 뒤틀린 움직임을 특징으로 하며 일부 경우에는 팔, 다리, 목 및 혀에도 나타난다. 무정위운동의 전형적인 움직임을 무정위운동이라고도 한다. 뇌 병변, 특히 선조체 병변이 증상의 직접적인 원인인 경우가 가장 많다. 이 증상은 단독으로 발생하지 않으며 신체 장애로 인해 나타나는 경우가 많아 뇌성마비 증상을 동반하는 경우가 많다. 무정위운동증에 대한 치료는 그다지 효과적이지 않으며, 대부분의 경우 원인 자체보다는 단순히 통제할 수 없는 움직임을 관리하는 데 목적이 있다.